# Ligne Gyeongwon
La ligne Gyeongwon est une importante ligne de chemin de fer qui dessert le nord-est de la province Gyeonggi, à proximité de Séoul en Corée du Sud. C'est une section de la ligne historique qui se poursuivait sur le territoire de l'actuelle Corée du Nord avant la division de la péninsule de Corée en deux entités.
Propriété de la Korea Rail Network Authority, elle est exploitée par Korail

## Histoire

### Construction
La construction de la ligne débute le 1er octobre 1910 après le traité d'annexion de la Corée par le Japon. La mise en service débute, le 15 octobre 1911, par la section de Yongsan à Uijeongbu. Lors de son ouverture le 6 septembre 1914, la ligne est longue de 224 km entre Yongsan et Wonsan.